# Neocsikia krishna
Neocsikia krishna là một loài bọ cánh cứng trong họ Elateridae. Loài này được Suzuki miêu tả khoa học năm 1982.